# Ariano nel Polesine

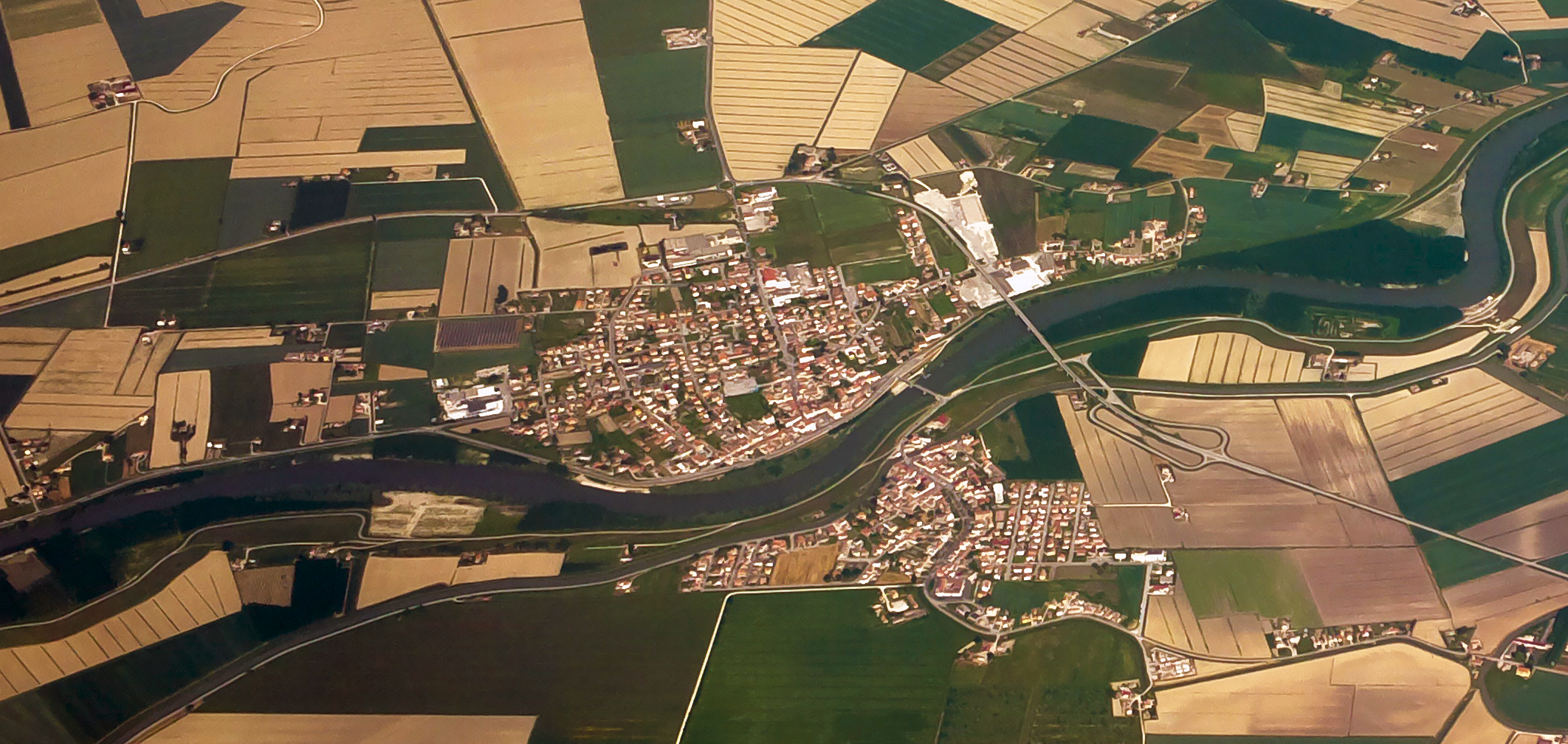
Ariano nel Polesine

Ariano nel Polesine é uma comuna italiana da região do Vêneto, província de Rovigo, com cerca de 4.883 habitantes. Estende-se por uma área de 80 km², tendo uma densidade populacional de 61 hab/km². Faz fronteira com Berra (FE), Corbola, Goro (FE), Mesola (FE), Papozze, Porto Tolle, Taglio di Po.

## Demografia
| Variação demográfica do município entre 1861 e 2011                               |
|                                                                                   |
| Fonte: Istituto Nazionale di Statistica (ISTAT) - Elaboração gráfica da Wikipedia |